# نانوک، شکارچی بزرگ
نانوک، شکارچی بزرگ (به زبان فرانسوی: La Grande Chasse de Nanook) سریال انیمیشن دو بعدی و محصول سال ۱۹۹۶ کانادا و فرانسه است. این مجموعه انیمیشن ۲۶ قسمتی در دهه ۷۰ شمسی با عنوان «نانوک و سرزمین پنج خورشید» از تلویزیون جمهوری اسلامی ایران پخش شد و محبوبیت فراوانی در بین مخاطبان کودک پیدا کرد.

## موضوع سریال
نانوک پسر قطب است. او برای اینکه به همه ثابت کند که شکارچی ماهری است باید یک خرس شکار کند.